# Veliki krivokljun
Veliki krivokljun (znanstveno ime Loxia pytyopsittacus) je klateška srednje velika ptica, ki je razširjena po severni Evropi in predelih zahodne Azije. 

## Opis
Veliki krivokljun zraste v dolžino od 16 do 18 cm, odrasle ptice pa tehtajo med 44 in 58 g in imajo razpon kril od 27 do 31 cm.. Samci in samice se dobro ločijo že na prvi pogled. Samec je po večini opečnato rdeče barve samice pa so medlo rumeno zelene barve. Krila so pri obeh spolih sive do sivo rjave barve Značilnost velikega krivokljuna je prekrižan kljun, ki pa ni tako izrazito prekrižan kot pri drugih pticah tega rodu.
Osnovna hrana velikega krivokljuna so semena iglavcev, ki jih s kljunom puli iz storžev.

## Razširjenost
Veliki krivokljun se zadržuje v mešanih in iglastih gozdovih, tudi v visokogorju po severni  Evropii in severozahodni Aziji. V Sloveniji je bolj redek gost in tu ne gnezdi. Gnezdi na Danskem, Finskem v Estoniji, Nemčiji, Latviji, Nizozemski, Norveški, Švedski in Rusiji.